# Flix (kommun)
Flix är en kommun i Spanien.   Den ligger i provinsen Província de Tarragona och regionen Katalonien, i den östra delen av landet, 400 km öster om huvudstaden Madrid. Antalet invånare är 3 961. Arean är 117 kvadratkilometer. Flix gränsar till Riba-roja d'Ebre, Llardecáns, La Granadella, Bovera, Bellaguarda, Margalef, La Bisbal de Montsant, La Palma d'Ebre, Vinebre, Ascó och Maials. 
Terrängen i Flix är huvudsakligen kuperad, men den allra närmaste omgivningen är platt.